# 弗罗因德利希-沙罗诺夫盆地
弗罗因德利希-沙罗诺夫盆地是一座位于月球背面的前酒海纪撞击盆地，以西北边缘附近年轻的弗罗因德利希环形山和西南边缘附近沙罗诺夫环形山之名命名，该盆地坐落于莫斯科海盆地的东边和科罗廖夫盆地西北部。
该盆地发现于对月球轨道器所拍摄照片的分析，其在月球照片中并不明显。月海中央是奢湖，正南方是倾斜的白贝罗环形山。
此外，在该盆地中心也是一个质量瘤或重力场，该质量瘤最早是由月球探勘者飞船的多普勒跟踪仪所识别。
盆地内其他陨石坑包括安德森环形山、维尔塔宁陨石坑、泽尔尼克环形山、但丁环形山，较小的沙发利克陨石坑、摩尔斯环形山和斯潘塞·琼斯环形山则位于月海边缘处。

## 图集

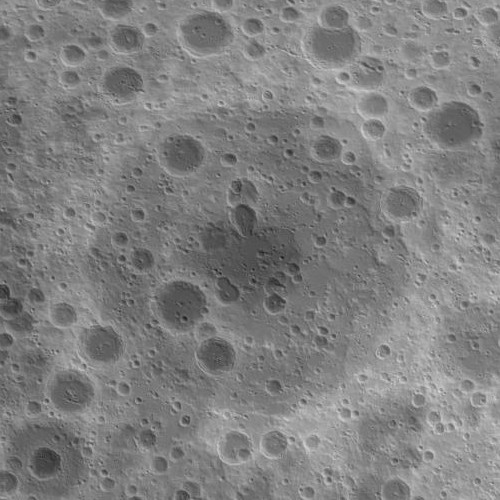
弗罗因德利希-沙罗诺夫盆地地形图
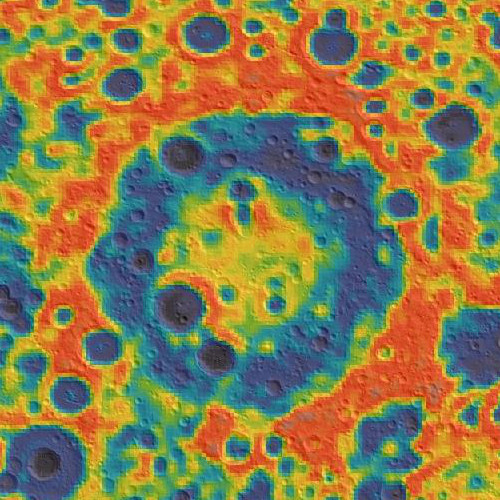
根据圣杯号飞船数据测绘的重力图
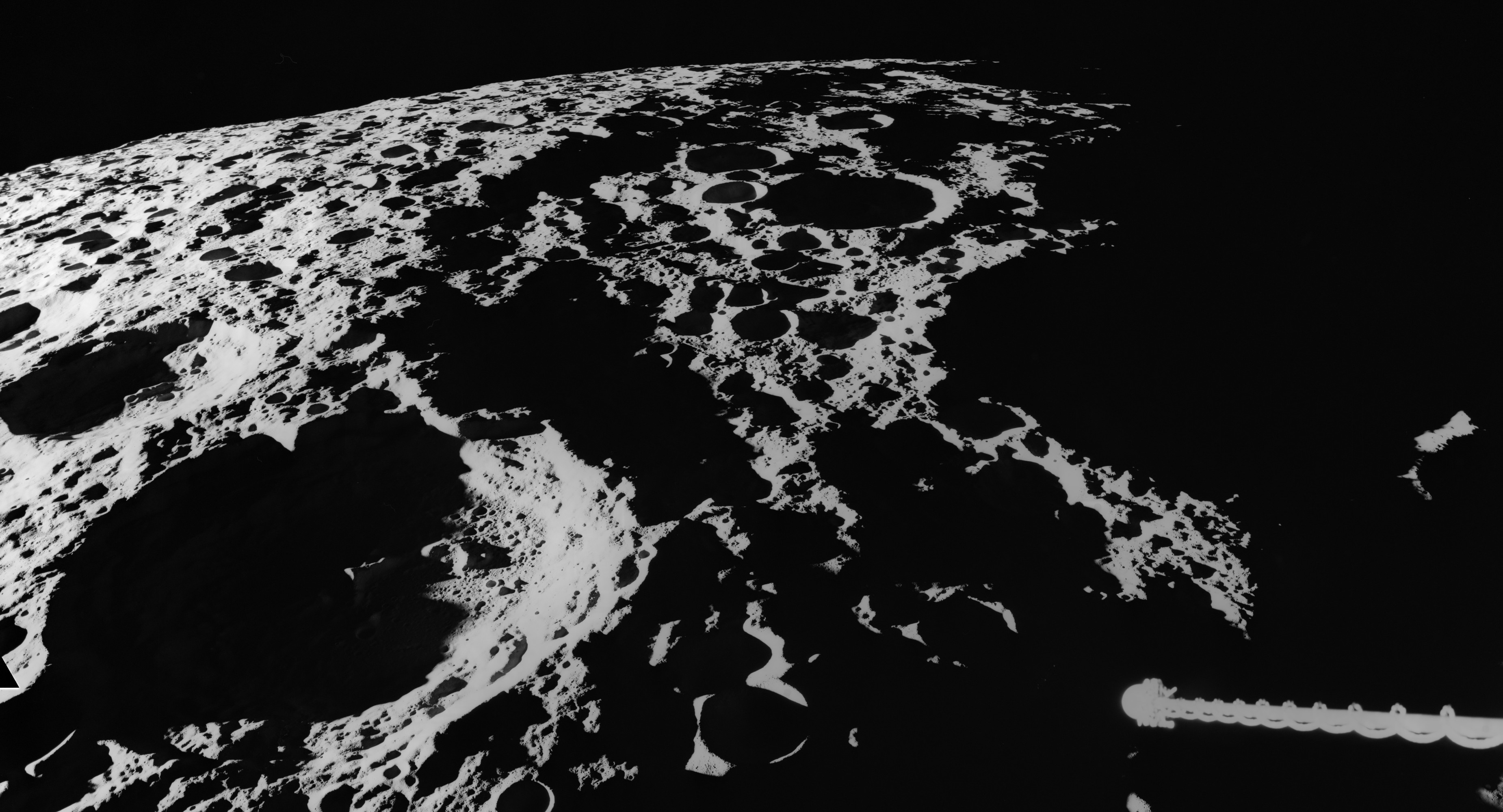
盆地西侧边缘照片，而在阿波罗16号位于日落时的明暗交界处。左下是斯潘塞·琼斯环形山，右下方是飞船上的伽马射线谱仪。